# Magneux (Marne)
Magneux ist eine französische Gemeinde mit 274 Einwohnern (Stand: 1. Januar 2022) im Département Marne in der Region Grand Est (vor 2016 Champagne-Ardenne). Die Gemeinde gehört zum Arrondissement Reims und zum Kanton Fismes-Montagne de Reims. 

## Geographie
Magneux liegt etwa 33 Kilometer westnordwestlich des Stadtzentrums von Reims am Vesle, der die Gemeinde im Norden begrenzt. Umgeben wird Magneux von den Nachbargemeinden Courlandon im Norden, Breuil-sur-Vesle im Osten, Unchair im Südosten, Courville im Süden und Südwesten sowie Fismes im Westen.
Durch die Gemeinde führt die Route nationale 31.

## Bevölkerungsentwicklung
| Jahr                       | 1962 | 1968 | 1975 | 1982 | 1990 | 1999 | 2006 | 2018 |
| Einwohner                  | 195  | 186  | 197  | 177  | 200  | 209  | 207  | 275  |
| Quellen: Cassini und INSEE |      |      |      |      |      |      |      |      |

## Sehenswürdigkeiten
- Kirche Saint-Jean-Baptiste aus dem 15. Jahrhundert, seit 1920 Monument historique

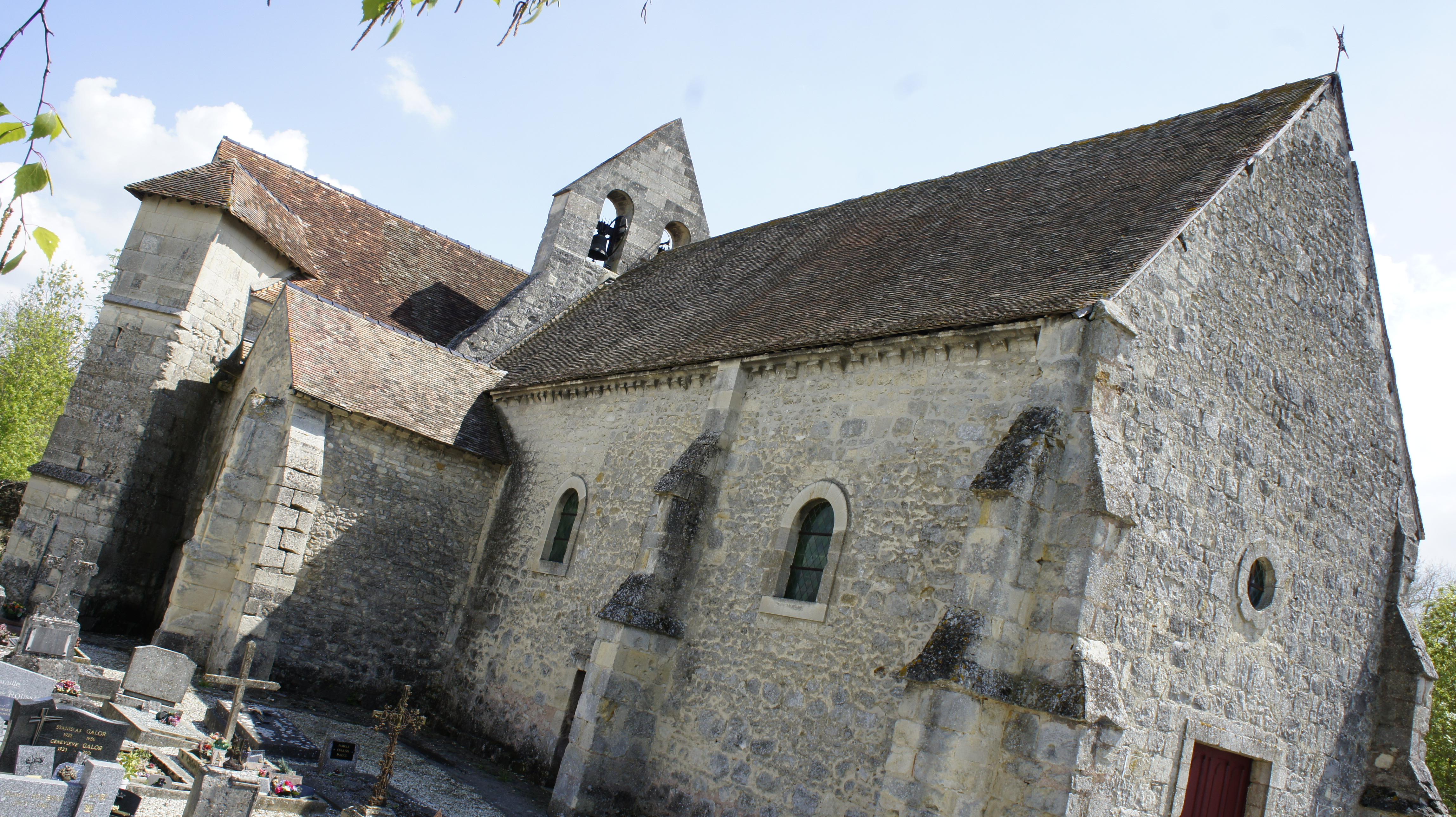
Kirche Saint-Jean-Baptiste